# Váradi kapitányok listája
A váradi (fő)kapitányok (latinul supremus capitaneus Varadiensis, németül Obert in Wardein) különleges szerepet játszottak az önálló Erdélyi Fejedelemség idején. A fejedelemséget a végeken védő váradi vár főkapitánya Bihar vármegye főispánja is volt, aki a legfőbb közjogi és katonai méltóságok egyikeként rögtön a fejedelem után következett, és a legnagyobb létszámú várőrség tartozott alá. Az Approbatae Constitutiones szerint a fejedelmen kívül egyedül a váradi kapitánynak volt joga elfogatni és halállal büntetni azokat, akik a fejedelem vagy a váradi kapitány tudta nélkül „a török közé menni, küldözni, írogatni, gyűléseket magok között hirdetni” merészeltek. A váradi vár kapitányának a katonai feladatokon túlmenően diplomáciai feladatai is voltak az Oszmán Birodalommal és a Magyar Királysággal kapcsolatban.
A váradi főkapitány a király, majd a fejedelem kipróbált híve kellett legyen, és az Erdélyi Fejedelemség idején gyakran a fejedelem családjából származott. A beiktatásakor felolvasták Gyulai Pál alkancellár Sibrik Györgyhöz 1585-ben írt levelét, amelyben tanácsokat ad a tisztség jövőbeli betöltőjének.
A váradi (fő)kapitányok listája (akik egyben Bihar vármegye főispánjai is voltak)
| Név                    | Tisztségviselés ideje | Megjegyzés                                                         |
| ---------------------- | --------------------- | ------------------------------------------------------------------ |
| Varkocs Tamás          | 1552–1554             |                                                                    |
| Zabardy Mátyás         | 1554–1556             |                                                                    |
| Forgách Simon          | 1556–1557             |                                                                    |
| Nyakazó Antal          | 1557–1564             |                                                                    |
| Báthory István         | 1564–1571             |                                                                    |
| Báthory Kristóf        | 1571–1576             |                                                                    |
| Ghiczy János           | 1576–1585             |                                                                    |
| Sibrik György          | 1585–1589             |                                                                    |
| Báthory István         | 1589–1592             |                                                                    |
| Bocskai István         | 1592–1598             |                                                                    |
| Kornis Gáspár          | 1594–1595             |                                                                    |
| Király György          | 1596–1598             |                                                                    |
| Nyáry Pál              | 1597–1604             |                                                                    |
| Johann Baptista Pezzen | 1603–1604             |                                                                    |
| Ciprian von Concin     | 1604–1606             |                                                                    |
| Bánffy Dénes           | 1606–1607             |                                                                    |
| Rhédey Ferenc          | 1607–1621             |                                                                    |
|                        |                       |                                                                    |
| Bethlen István         | 1630–1632             |                                                                    |
| üresedés               | 1632–1635             | A feladatkört feltehetőleg Csomaközy András vicekapitány látta el. |
| Ibrányi Mihály         | 1635–1640             |                                                                    |
| II. Rákóczi György     | 1640–1648             |                                                                    |
| Jármi Ferenc           | 1649–1651             |                                                                    |
| üresedés               | 1651–1659             | A feladatkört feltehetőleg Gyulai Ferenc vicekapitány látta el.    |
| Ébeni István           | 1659                  |                                                                    |
| Haller Gábor           | 1659                  |                                                                    |
| Gyulai Ferenc          | 1659–1660             |                                                                    |